# Preacher (1.ª temporada)
A primeira temporada da série de TV americana Preacher, foi anunciada pelo canal AMC em 10 de setembro de 2015. Sam Catlin é o showrunner e produtor executivo da temporada que estreou em 22 de maio de 2016. O primeiro episódio, "Pilot", foi emitido na noite de 22 de maio de 2016 e foi assistido por 2.38 milhões de telespectadores, um número razoável para uma estreia de série.
A série apresenta a história de Jesse Custer, um pastor de uma pequena cidade texana, tenta seguir os passos do seu falecido pai tomando conta das pregações na igreja local. O pastor acaba sendo possuído por Gênesis, uma entidade que está sendo procurada pelos anjos e que concedeu o dom da Palavra a Custer. Sua ex-namorada Tulip O'Harer volta para a cidade e não acredita que ele mudou tanto. Há também Cassidy, um vampiro irlandês que acaba se tornando melhor amigo do Pastor.

## Elenco e personagens

### Principal
- Dominic Cooper como Jesse Custer
- Joseph Gilgun como Cassidy
- Ruth Negga como Tulip O'Hare
- Lucy Griffiths como Emily Woodrow
- W. Earl Brown como Xerife Hugo Root
- Derek Wilson como Donnie Schenck
- Ian Colletti como Eugene "Cara-de-Cu" Root
- Tom Brooke como Fiore
- Anatol Yusef como DeBlanc
- Graham McTavish como O Santo dos Assassinos

### Recorrente
- Jackie Earle Haley como Odin Quincannon
- Irungu Mutu como Daniel Kanyari
- Christopher Garcia como Jack Loach
- Ricky Mabe como Miles Person
- Thomas Barbusca como Chris Schenck
- Nathan Darrow como John Custer
- Jamie Anne Allman como Betsy Schenck
- Justice Leak como MacReady
- Tim Ransom como Sr. Murphy
- Bonita Friedericy como Terri Loach
- Gianna LePera como Tracy Loach
- Alex Knight como Clive
- Ptolemy Slocum como Linus
- Jodi Lynn Thomas como Pearl
- Joseph Gallegos como Elliot Woodrow
- Luke Gallegos como Tommy Woodrow
- Madelyn Joan Henderson como Alice Woodrow
- Lela Rose Allen como Janey
- Josey Smith como Becky
- Brian Thornton como Trooper
- Catherine Haun como Sra. Oatlash
- Christopher Garcia como Jack Loach

## Produção
No dia 3 de dezembro de 2014, a AMC encomendou o episódio piloto da adaptação de Preacher, escrito por Sam Catlin, que ainda começaria a ser filmado. Os criadores da historia original, Steve Dillon e Garth Ennis, foram convidados para serem os co-produtores executivos da série. A AMC, mais tarde, confirmou a primeira temporada de Preacher em 10 de setembro de 2015.

### Escolha de elenco
Em março de 2015, Ruth Negga foi escalada como Tulip O'Hare, ex-namorada de Jesse Custer, e Joseph Gilgun foi escalado como Cassidy, um vampiro irlandês e o melhor amigo do ex-pastor Jesse Custer. Em abril de 2015, Lucy Griffiths foi escalada como Emily Woodrow e Dominic Cooper foi escalado como Jesse Custer.

### Filmagens
Em 14 de maio de 2015, Seth Rogen revelou no Twitter que as filmagens do episódio piloto de Preacher haviam começado. Além disso, Seth Rogen revelou que ele e Evan Goldberg iriam dirigir o episódio piloto.

## Episódios
| N.º na série | N.º na temp. | Título                                              | Dirigido por               | Escrito por                                                                     | Exibição original   | Audiência (milhões) |
| --- | ------------ | --------------------------------------------------- | -------------------------- | ------------------------------------------------------------------------------- | ------------------- | ------------------- |
| 1 | 1            | "Pilot" "(Piloto)" (BR)                             | Seth Rogen & Evan Goldberg | História por : Seth Rogen & Evan Goldberg & Sam Catlin Roteiro por : Sam Catlin | 22 de maio de 2016  | 2.38                |
| Uma entidade atravessa a galáxia e encontra seu caminho para a Terra, onde habita em um pastor na África, que explode logo depois. O mesmo fenômeno é observado em um templo satânico na Rússia e em uma reunião de cientologistas. Enquanto isso, no Texas, Jesse Custer, um pastor com um passado sórdido, começa a perder sua fé em sua igreja e pensa em deixar de ser pastor. Tulip O'Hare, uma mulher misteriosa do passado violento de Jesse, propõe a ele um emprego, mas Jesse recusa. Cassidy, um vampiro irlandês, aterrissa no Texas depois de um momento de violência em um jatinho particular. Jesse tem um desentendimento com o marido abusivo de um de seus fiéis e rapidamente subjuga ele e seus amigos, conhecendo Cassidy no processo. Jesse se dirige à igreja para pedir um sinal para Deus sobre continuar a ser pastor. A entidade aparece na igreja e se habita em Jesse, deixando desacordado. Três dias depois, Jesse acorda e decide não sair da igreja, dizendo que ele não está satisfeito ainda. |              |                                                     |                            |                                                                                 |                     |                     |
| 2 | 2            | "See" "(Veja)" (BR)                                 | Seth Rogen & Evan Goldberg | Sam Catlin                                                                      | 5 de junho de 2016  | 2.08                |
| Em 1881, um cowboy sai de sua casa, em busca de remédio para sua filha doente. No presente, Jesse batiza seus fiéis. Um dos membros da igreja, Linus, confessa a Jesse sobre seus impulsos em direção a uma jovem. Jesse avisa contra agindo em seus impulsos. Odin Quincannon, proprietário da Quincannon Meat & Power, e seus empregados derrubam uma casa após a compra de sua terra. Na igreja, Cassidy diz para Jesse ele é um vampiro, mas Jesse não acredita nele. Jesse toma um gola da bebida na garrafa de Cassidy e passa mal devido à sua potência. DeBlanc e Fiore — os dois homens misteriosos que estão atrás do que está dentro de Jesse — tentam extrair o que está dentro dele. Primeiro com uma canção, em seguida, com uma motosserra. Cassidy interrompe e uma luta começa. No processo, Cassidy é baleado, mas ele mata os dois homens. Tulip continua a atormentar Jesse sobre o "trabalho", mas ele se recusa. Jesse usa seu poder sobre Linus, para que ele possa "esquecer a menina". Cassidy enterra os corpos dos dois homens, no entanto, no dia seguinte, eles estão de volta em seu quarto de motel sendo interrogados pelo Xerife Root, na qual eles dizem: "Nós somos do Governo". |              |                                                     |                            |                                                                                 |                     |                     |
| 3 | 3            | "The Possibilities" "(As Possibilidades)" (BR)      | Scott Winant               | Chris Kelley                                                                    | 12 de junho de 2016 | 1.75                |
| Tulip se encontra com uma mulher chamada Dany em Houston, no Texas, e recebe um pedaço de papel com o endereço do enigmático Carlos. Então, Tulip pede para Jesse ajudá-la a enfrentar e matar o homem que arruinou suas vidas. Jesse testa os limites de suas habilidades recém-descobertas de persuasão e, finalmente, compreende a natureza de suas habilidades quando Donnie o confronta com uma arma, e Jesse consegue controle sobre ele. Cassidy diz para Jesse sobre as possibilidades de suas habilidades, enquanto descobre a verdadeira natureza dos agentes do Governo Fiore e DeBlanc; que são anjos do céu e que as pessoas vão morrer se não recuperarem o que está dentro de Jesse. |              |                                                     |                            |                                                                                 |                     |                     |
| 4 | 4            | "Monster Swamp" "(Monstro do Pântano)" (BR)         | Craig Zisk                 | Sara Goodman                                                                    | 19 de junho de 2016 | 1.14                |
| Cassidy tenta contar para Jesse sobre Fiore e DeBlanc, mas Jessie não dá ouvidos quando ele se distrai com o pensamento de reiniciar a igreja, querendo mais visitantes. Mais tarde, ele converte o ateu Odin Quincannon ao cristianismo, usando o seu poder, na frente de toda a igreja para alcançar esse objetivo. Enfurecida com a morte de uma mulher, Tulip realiza uma forma de justiça vigilante, mas as consequências não eram esperadas quando ela, sem querer, atropela Cassidy, e depois descobre que ele é um vampiro imortal. |              |                                                     |                            |                                                                                 |                     |                     |
| 5 | 5            | "South Will Rise Again" "(O Sul Se Reerguerá)" (BR) | Michael Slovis             | Craig Rosenberg                                                                 | 26 de junho de 2016 | 1.43                |
| Eugene pede a ajuda de Jesse para ele e seu pai depois que uma mensagem perturbadora é transmitida para Eugene. Jesse aceita ajudar e faz isto de várias maneiras. Fiore e DeBlanc tentam amenizar o motivo de estarem na Terra, mas não conseguem transmitir uma mensagem. Jesse se encontra com os anjos, que dizem para ele que os poderes do Gênesis não devem ser usados; portanto, Jesse abusou dos poderes para ajudar as pessoas que vieram até ele depois de convencer Odin Quincannon na igreja. Tulip e Cassidy se unem depois de descobrirem do segredo de Cassidy, enquanto Odin Quincannon se reúne com os representantes da Green Acres para resultados inesperados. |              |                                                     |                            |                                                                                 |                     |                     |
| 6 | 6            | "Sundowner" "(Sundowner)" (BR)                      | Guillermo Navarro          | Nick Towne                                                                      | 3 de julho de 2016  | 1.49                |
| Jesse, Fiore e DeBlanc vão até o motel após uma briga com outro anjo no restaurante, o que leva a mais problemas do que esperavam, até que Cassidy interrompe. Eugene faz novos amigos na escola. Tulip chega a um certo entendimento com Emily e a ajuda com suas tarefas. Eugene vai até Jesse na igreja para que ele retire o "perdão" que Jesse concedeu à cidade. Com raiva, Jesse diz para Eugene "ir para o inferno", o que o faz desaparecer. |              |                                                     |                            |                                                                                 |                     |                     |
| 7 | 7            | "He Gone" "(Ele Se Foi)" (BR)                       | Michael Morris             | Mary Laws                                                                       | 10 de julho de 2016 | 1.55                |
| No presente, Odin Quincannon pede para Jesse passar a igreja para seu nome, alegando ter ganhado a aposta. Jesse mente para o xerife sobre saber o que aconteceu com Eugene e abre o chão da igreja, em uma tentativa desesperada de conseguir Eugene de volta. Cassidy confronta Jesse sobre ter enviado Eugene para o inferno, e se expõe à luz do sol, revelando exatamente o que ele é para Jesse. Mesmo que Jesse e Tulip, durante a infância, tenham crescido próximos um do outro, o pai de Jesse entrega Tulip para os serviços de proteção à criança. Naquela noite, Jesse, com raiva, reza para Deus matar seu pai e o mandar para o inferno. Mais tarde, homens armados vão até a igreja e matam o pai de Jesse, então, Jesse confessa que orou para que isso acontecesse. |              |                                                     |                            |                                                                                 |                     |                     |
| 8 | 8            | "El Valero" "(El Valero)" (BR)                      | Kate Dennis                | Olivia Dufault                                                                  | 17 de julho de 2016 | 1.65                |
| Na década de 1980, Odin Quincannon perdeu sua família em um acidente de gôndola durante o inverno, o que provocou sua faísca para o ateísmo. Jesse se afasta das tentativas de Odin Quincannon de derrubar a igreja, e vê Eugene voltar do inferno. Tulip decide comprar um cachorro. DeBlanc e Fiore são chamados até a igreja para extrair o Gênesis do corpo de Jesse, em troca de trazer Eugene de volta. Enquanto Odin começa a ficar impaciente e planeja seu ataque mais uma vez, Donnie descobre uma maneira de contornar os poderes de Jesse. Embora o Gênesis tenha sido extraído de Jesse, ele consegue fugir depois de uma discussão entre Jesse, Fiore e DeBlanc. Jesse pede mais uma chance de Odin Quincannon, aceitando uma aposta maior do que a anterior. |              |                                                     |                            |                                                                                 |                     |                     |
| 9 | 9            | "Finish the Song" "(Termine a Música)" (BR)         | Michael Slovis             | Craig Rosenberg                                                                 | 24 de julho de 2016 | 1.57                |
| Em Ratwater, na década de 1800, o Açougueiro de Gettysburg retorna para massacrar aqueles que mataram sua família. No presente, Jesse diz para o Xerife Hugo Root onde Eugene está, e foge do carro da polícia durante a noite. Fiore um livro DeBlanc uma viagem para o inferno. Tulip pede para Emily cuidar de Cassidy enquanto ela cuida de outra coisa; então, Emily vê exatamente o que Cassidy é. O Xerife Hugo Root faz uma descoberta no quarto de hotel de Fiore e DeBlanc. Cassidy e Jesse fazem as pazes, e Cassidy ajuda Jesse a usar o telefone do Céu para encontrar Deus. |              |                                                     |                            |                                                                                 |                     |                     |
| 10 | 10           | "Call and Response" "(Chamada e Resposta)" (BR)     | Sam Catlin                 | Sam Catlin                                                                      | 31 de julho de 2016 | 1.72                |
| Tulip volta, procurando por Jesse, e o encontra em um lugar incomum. O Xerife Hugo Root interroga Cassidy sobre o paradeiro de Eugene. A traição de Carlos é descoberta e a vingança chega ao limite. Depois da deliberação, Tulip e Jesse decidem o que fazer com Carlos. Enquanto a polícia vai até onde eles acreditam que Jesse está, Donnie, Tulip, Betsy e Jesse se preparam para a chamada para Deus. Mesmo que Odin Quincannon insista em dizer seus problemas com a existência de Deus para a multidão, Jesse tenta fazer a chamada com questões técnicas. Mais tarde, Deus aparece para responder às perguntas da multidão, mas Jesse tem suas próprias perguntas. Com o Gênesis, Jesse faz "Deus" revelar que Deus está desaparecido e que ninguém sabe onde ele está. Com a fé das pessoas despedaçada por causa da chamada, as consequências para as pessoas da cidade acontecem de várias maneiras. Durante um jantar, o novo plano de Jesse é viajar e encontrar Deus. |              |                                                     |                            |                                                                                 |                     |                     |

## Recepção crítica
A primeira temporada recebeu críticas amplamente positivas dos críticos. O site de agregação de resenhas Rotten Tomatoes deu à temporada uma classificação de aprovação de 89%, com base em 70 resenhas, com uma classificação média de 7,64/10. O consenso crítico do site afirma: "Uma celebração emocionante do bizarro, Preacher ostenta sangue, alegria e astúcia o suficiente para tornar esta adaptação visualmente deslumbrante uma visita obrigatória para fãs de quadrinhos e novatos." O Metacritic, que usa uma média ponderada, descobriu que a primeira temporada recebeu "críticas geralmente favoráveis" com uma pontuação de 76 em 100, com base em 37 críticos. Eric Goldman, do IGN, deu ao episódio piloto uma nota 8,8/10, elogiando a "grande mistura de elementos cômicos e de terror" e o "excelente elenco", elogiando particularmente a Tulip de Ruth Negga.